# Scraptia aureopubens
Scraptia aureopubens es una especie de coleóptero de la familia Scraptiidae.

## Distribución geográfica
Habita en Sikkim (India).